# Nick Garcia
Nick Garcia est un footballeur américain né le 9 avril 1979 à Plano, Texas (États-Unis).

## Carrière
- 2000-2007 :  Kansas City Wizards
- 2008-2009 :  San José Earthquakes
- 2009- :  Toronto FC